# Visnea mocanera
Visnea mocanera L.f., conocida en castellano como mocán, es una especie de árbol perenne originario de la Macaronesia. Es el único representante de su género, incluyéndose en la familia Pentaphylacaceae según el sistema de clasificación APG IV.
Se trata de uno de los árboles que componen el bosque de laurisilva canaria.

## Descripción
Es un árbol siempreverde, de entre 4 y 8 metros, pudiendo alcanzar excepcionalmente hasta 15 metros de altura. Tiene el tronco robusto y grisáceo. Sus hojas son lanceoladas con bordes aserrados.
Florece de diciembre a marzo. Sus pequeñas flores hermafroditas de 1 cm de diámetro son pentámeras, con pétalos de color blanco cremoso y muy fragantes, que aparecen en racimos colgantes y de forma acampanada.
Su fruto, denominado yoya o mocán, es una baya globosa y ovalada del tamaño de un garbanzo, de hasta 2 cm de diámetro. Son cápsulas carnosas de color rojo brillante cuando están verdes volviéndose púrpuras casi negras con la madurez.
La dispersión de los frutos se produce por zoocoria, sobre todo por el consumo que de ellos hacen aves como los cuervos Corvus corax subsp. canariensis o las palomas turqué Columba bollii.

## Distribución y hábitat
Es un endemismo de los archipiélagos macaronésicos de Canarias (España) y Madeira (Portugal).
En Canarias está presente en las todas las islas a excepción de Lanzarote y La Graciosa, aunque está considerada como rara en La Gomera y relíctica en Gran Canaria y Fuerteventura. En Madeira se encuentra únicamente en la isla homónima, siendo aquí bastante rara.
Se desarrolla entre los 300 y 1000 metros de altitud, generalmente en riscos del dominio del bosque termófilo y en las áreas bajas más secas de la laurisilva.
En Canarias forma una asociación vegetal propia denominada monteverde seco o Visneo mocanerae-Arbutetum canariensis. Se trata de un bosque denso de talla media, localizado en las cotas por debajo del área de influencia de las nubes de los vientos alisios.

## Taxonomía

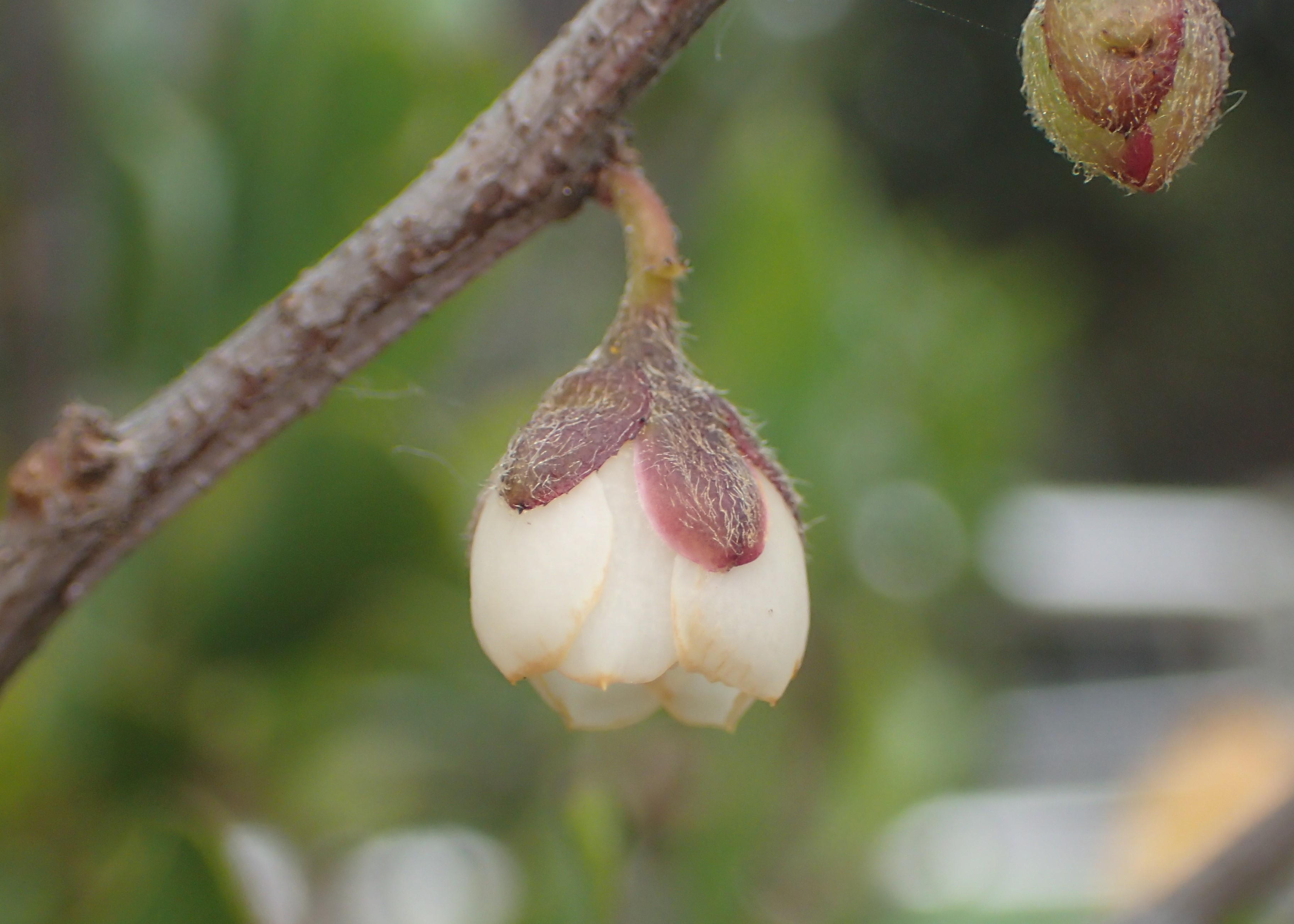
Detalle de la flor.

El taxón fue descrito originalmente por el naturalista sueco Carlos Linneo el Joven con base en la información proporcionada por el botánico escocés Francis Masson, quien herborizó la especie en la isla de Tenerife en 1778. Linneo publicó su descripción en Supplementum Plantarum en el año 1782.
Etimología
- Visnea: nombre genérico que fue dedicado al comerciante Visne, interesado por la botánica.
- mocanera: epíteto que deriva de su nombre popular en Canarias.

Sinonimia
Presenta los siguientes sinónimos:
- Mocanera canariensis Heynh.
- Mocanera canariensis J.St.-Hil.
- Visnea canariensis Oken

## Importancia económica y cultural
V. mocanera ha sido aprovechada por el ser humano para diversos usos.
Los aborígenes canarios aprovechaban sus frutos como alimento, preparando los de Tenerife con ellos una especie de arrope o miel medicinal denominada chacerquen,  que utilizaban como remedio para los problemas intestinales. Además, los frutos eran también utilizados por sus efectos astringentes en el proceso de momificación. Por su parte, los aborígenes de Gran Canaria también confeccionaban vino y vinagre con los frutos según las fuentes etnohistóricas.
El uso medicinal de V. mocanera siguió presente en la sociedad canaria tras la conquista europea en el siglo xv. Los frutos y hojas eran aprovechados por sus propiedades antiinflamatorias, estomacales, cicatrizantes, nutritivas y para curar llagas y heridas. El uso medicinal también se extendía a Madeira, donde las hojas se utilizaban para curar heridas y como agente antiulceroso.
Su madera, aunque no fue tan utilizada como la de otros árboles nativos, se llegó a usar para la confección de varas de madera de los tejados en El Hierro, o en la elaboración de los palos para el juego del palo en Tenerife. En La Gomera también se utilizó como leña y para la obtención de carbón vegetal.
El follaje fue utilizado además como forraje para el ganado caprino y bovino.
La especie posee también cierto uso como planta ornamental por su follaje verde intenso.

## Estado de conservación
Está catalogada como especie bajo preocupación menor en la Lista Roja de la UICN, ya que aunque en Canarias es relativamente común, las poblaciones de Fuerteventura y Madeira son pequeñas y deben protegerse.
Se encuentra protegida a nivel de la Comunidad Autónoma de Canarias por la Orden de 20 de febrero de 1991 sobre protección de especies de la flora vascular silvestre en su Anexo II.

## Nombres comunes
Se conoce en las islas Canarias como mocán, término que la mayoría de los expertos consideran un guanchismo, es decir, un vocablo de procedencia aborigen canaria que ha sobrevivido en el español de las islas.
En cuanto al posible significado de la palabra mocán, el filólogo e historiador Ignacio Reyes propone su traducción como 'racimo' desde una posible forma original mughan, moqqan.
Algunos autores han propuesto su procedencia desde el portugués vía las islas de Madeira, donde el árbol es conocido como mocano, nombre que también recibe la especie Pittosporum coriaceum.
En algunas zonas de Canarias se conoce también con los nombres de mocanera y mocanero, para distinguir así el árbol del fruto.